# 한유랑의 만화 목록
이 목록은 순정 만화 작가 한유랑의 만화 목록이다.
바로가기:
가 나
다 라
마 바
사 아
자 차
카 타
파 하

## 가
- 가면속의 사랑
- 곰같은 여우 늑대를 만나다
- 공주님을 찾습니다
- 귀족연애사
- 그와 그녀 그리고 그
- 금지된 키스
- 고양이 주인님을 길들이다

## 나
- 난 너만 생각해
- 너에게 간다
- 넌 내꺼니까
- 네버 크라이
- 누나가 좋아
- 내 남친은 뱀파이어

## 다
- 다이어트 사랑법
- 도깨비 왕국으로 간다

## 라
- 러브장

## 마
- 마지막 키스는 너와 함께
- 모과를 기억하세요?
- 목난아의 신혼일기
- 문제아 건드리고 살아남기

## 바
- 별별 사랑따기
- 비밀
- 비익조
- 비터 스위트 러브
- 바람 피지마!

## 사
- 샌드위치 걸
- 소녀본색
- 수컷이 아름다운 Girl
- 신 목연아의 신혼일기

## 아
- I do I do
- Idol School of 귀족연애사
- 암컷늑대의 Boy
- 애 (愛)
- 얼짱
- 여비서 세아라 마아치
- 오!! 나의 주인님
- 왕따의 프로포즈
- 왕자님의 저녁식사
- 우격다짐
- 우리들 선생님
- 원수를 사랑하라
- 이긴자가 갖는다
- 이상한 펜션

약육강식

## 자
- 장군의 딸 도단지

## 차
- CHAT

## 카
- 키스에 미친놈과 담배피는 고양이

## 타
- 타락천사

## 하
- 학원 퇴마단

## 숫자
- 18세 우리 결혼 했어요